# Dni Książki Żydowskiej
Dni Książki Żydowskiej – coroczna impreza kulturalna i targi poświęcone literaturze i nowościom wydawniczym dotyczącym szeroko pojętnej tematyki żydowskiej. Dni były organizowane przez Stowarzyszenie Midrasz. W 2010 roku była to największa tego typu impreza w Polsce.

## Historia
Organizatorem Dni Książki Żydowskiej było Stowarzyszenie Midrasz. Gośćmi pierwszej edycji byli: Eva Hoffman, Michał Głowiński, Henryk Grynberg, Józef Hen. Jedną z organizatorek imprezy była Ewa Koźmińska-Frejlak. Były one organizowane przy współpracy Ministerstwa Spraw Wewnętrznych i Administracji, Fundacji Ronalda S. Laudera, Fundacji Konrada Adenauera, Austriackiego Forum Kultury, Gminy Wyznaniowej Żydowskiej w Warszawie, Fundacji Shalom i wydawnictw Austeria oraz Czarne. Patronem 12 Dni był Ośrodek Karta.
Program Dni obejmował kilkadziesiąt spotkań z autorami książek, wykładów, dyskusji, koncertów, pokazów filmów, a także warsztaty i wystawę fotografii. Zamierzeniem Dni była promocja najbardziej wartościowych publikacji poświęconych zagadnieniom żydowskim. Podczas VIII Dni książki Żydowskiej we wrześniu 2005 roku po raz pierwszy zostało zorganizowane jednodniowe międzynarodowe seminarium wydawców prasy żydowskiej z krajów środkowoeuropejskich Przyszłość mniejszości żydowskiej w krajach postkomunistycznej Europy i rola żydowskiej prasy.
Program XI Dni Książki Żydowskiej w 2008 obejmował m.in. wystawę rysunków Andrzeja Wajdy do spektaklu "Dybuk", spotkania autorskie z Irit Amiel, Emilem Draitserem, Ericą Fischer, Anną Frajlich, Józefem Henem, Danem Kurzmanem, Szewachem Weissem, Joanną Wiszniewicz, Shoshaną Ronen. W 2013 roku jednym z patronów Dni był Julian Tuwim. Podczas XVIII Dni w sierpniu 2015 roku odbyły się między innymi spotkania poświęcone twórczości austriackiego pisarza Josepha Rotha, poezji Paula Celana, tygodnikowi Izraelita. 